# سید محمدعلی انگجی
سید محمدعلی انگجی (۱۲۷۶، انگج تبریز - ۱۵ خرداد ۱۳۶۲، تبریز) از روحانیون برجسته تبریز بود که در زمان نهضت ملی شدن صنعت نفت، نماینده مجلس شورای ملی و پس از پیروزی انقلاب، نماینده مجلس خبرگان قانون اساسی شد.
پدرش سید ابوالحسن انگجی از علمای تبریز و مادرش فاطمه، دختر امام جمعه بود. تحصیلات حوزوی را تا سطوح عالی نزد پدرش و دیگر علمای تبریز به انجام رساند و سپس برای ادامه تحصیل به قم رفت. در قم از شاگردان شیخ عبدالکریم حائری یزدی و سید محمد حجت کوه‌کمری شد.
سید محمدعلی انگجی در کنار علوم اسلامی، زبان فرانسه نیز آموخت و پس از کسب اجازه اجتهاد به تبریز بازگشت و به تدریس پرداخت. در سال ۱۳۳۰ در انتخابات دوره هفدهم مجلس شورای ملی شرکت کرد و به نمایندگی تبریز به تهران رفت. پس از کودتای ۲۸ مرداد ۱۳۳۲ دستگیر شد، اما با وساطت سید محمد بهبهانی و سید ابوالقاسم کاشانی نزد شاه، رهایی یافت و به تبریز بازگشت.
در تبریز، به تدریس و فعالیت مذهبی ادامه داد تا اینکه بار دیگر در سال ۱۳۴۱ به جنبشی پیوست که در اعتراض به قانون انجمن‌های ایالتی و ولایتی به پا خاست. او از آن پس مسجد میرزا ابوالحسن انگجی تبریز را که قدمت چند صد ساله دارد، بازسازی کرد و مرکز فعالیت‌های خود ساخت. این مسجد در سال ۱۳۵۰ افتتاح شد.
مقطع دیگری که انگجی بار دیگر از لحاظ سیاسی فعال شد، جنبش ۲۹ بهمن ۱۳۵۶ تبریز است که او در تظاهرات و صدور اعلامیه شرکت جست. در حمله به دانشجویان دانشگاه تبریز در ۱۸ اردیبهشت ۱۳۵۷ و حمله به طلاب مدرسه حضرت ولی‌عصر تبریز در ۲۵ خرداد ۱۳۵۷ نیز، انگجی در صدور اعلامیه محکومیت این حمله شرکت جست.
با اوج‌گیری انقلاب و پس از عاشورای سال ۱۳۵۷ انگجی همراه با سید محمدعلی قاضی طباطبایی و سید حسن انگجی، اعلامیه خلع شاه از سلطنت را امضا کرد. پس از پیروزی انقلاب به عنوان نماینده استان آذربایجان شرقی به مجلس خبرگان قانون اساسی رفت.
سید محمدعلی انگجی در در سال ۱۳۶۲ در مراسم گرامی‌داشت سالگرد پانزده خرداد در مصلای امام خمینی تبریز درگذشت. او را پس از تشییع جنازه در تبریز به قم بردند و کنار سید اسدالله مدنی در مسجد بالاسر آرامگاه فاطمه معصومه به خاک سپردند.